# Michel Zévaco
Michel Zévaco (Ajaccio, 1º febbraio 1860 – Eaubonne, 8 agosto 1918) è stato un romanziere, giornalista, editore e attivista anarchico francese.

## Biografia
Fu dapprima un insegnante, poi un ufficiale e infine un giornalista militante anarchico e anticlericale. Fondò il 27 marzo del 1892 il periodico settimanale anarchico "Le Gueux". Un mese più tardi fu incarcerato per 6 mesi e multato per aver lodato Pini e Ravachol. Scrisse per il giornale "Libertaire" di Sébastien Faure e per il giornale anarchico "La Renaissance". Nel 1898, fondò "L'Anticlérical", per la Lega Anticlericale Francese, e fu tra quelli che sostennero Alfred Dreyfus durante il famoso Affare Dreyfus.
Scrisse molti romanzi, d'ambientazione storica, di cappa e spada che lo resero famoso. "Les Pardaillan", cominciò ad essere pubblicato a puntate sui quotidiani nel 1900 e fu subito un grande successo popolare. I suoi romanzi prima pubblicati da Fayard e Tallandier furono ripubblicati molte volte ed ebbero anche trasposizioni cinematografiche; l'ultima edizione in brossura è una versione incompleta, danneggiata da molti tagli. Scrisse romanzi d'appendice, per il quotidiano Le Matin dal 1906 fino alla morte.
Ha pubblicato romanzi storici come Les Pardaillan, Le Capitan, Borgia, Buridan, L'Héroïne, L'Hôtel Saint Pol e Nostradamus, oltre a racconti ambientati nella sua epoca mentre altri suoi scritti sono rimasti inediti.

## Opere in italiano
- Cappa e spada, Soc. Ed. Milanese, 1911
- La Fausta (Pardaillan), Grande romanzo, Soc. Ed. Milanese 1912
- La marchesa di Pompadour, A. Salani 1913
- Il rivale del re, A. Salani 1913
- Ala di morte, Romanzo, Bietti e Reggiani, 1920
- Carnefice senza volerlo, Bietti e Reggiani, 1920
- Nostradamus, Bietti 1920
- Il paltoniere, Romanzo, Bietti e Reggiani 1920
- L'Hotel Saint-Pol, Romanzo, Bietti e Reggiani 1920
- I Borgia, Romanzo, Bietti e Reggiani 1920
- Il morto che parla, Romanzo, Bietti e Reggiani 1920
- La Corte dei miracoli, Romanzo, Casa Ed. Bietti 1920
- Nelle tenebre, Romanzo, Bietti e Reggiani, 1921
- Giovanni senza paura, Romanzo, Bietti e Reggiani 1921
- Un mostro ed una vergine, Bietti e Reggiani, 1923
- Il ponte dei Sospiri, Romanzo, Casa Ed. Ital. Gloriosa, 1924
- Margherita di Borgogna, Casa Ed. Ital. Gloriosa 1924
- Fiori di Parigi, Casa Edit. Gloriosa, 1925
- Pardaillan: Il filtro del Monaco, Casa Ed. Tip. Bietti, 1925
- Pardaillan: Il grande inquisitore, Casa Ed. Tip. Bietti, 1925
- Pardaillan: Il gesto d'una vergine, Casa Ed. Tip. Bietti 1925
- Pardaillan: Gli amori del Nano, Casa Ed. Tip. Bietti 1925
- Pardaillan: Il Nano e la zingara, Casa Ed. Tip. Bietti 1925
- Pardaillan: Il calvario di Montmartre, Casa Ed. Tip. Bietti 1925
- Il capitano, Casa Ed. Ital. Gloriosa 1925
- I misteri della torre di Nesle: Espiazione, Casa Edit. Tip. Bietti, 1926
- I misteri della torre di Nesle: La strega, Bietti Edit. Tip. 1926
- I misteri della torre di Nesle: Nel baratro, Casa Edit. Tip. Bietti, 1926
- Il figlio di Pardaillan, Casa Edit. Tip. Bietti, 1926
- Il figlio di Pardaillan: Trame ed agguati, Casa Bietti Edit. Tip. 1926
- Il figlio di Pardaillan: I milioni di Fausta, Casa Bietti Edit. Tip. 1926
- Il capitan terribile, Bietti Edit. Tip. 1928
- Il capitan terribile: La pazza di meudon, Bietti Edit. Tip. 1928
- Il buffone del re (Triboulet), Casa Edit. Italiana Gloriosa 1931
- L'epopea d'amore: Lotte di cuori, lotte di sangue, Casa Edit. Le Edizioni Moderne 1931
- Pardaillan: Lo spettro, Casa Bietti Edit. Tip. 1932
- Pardaillan: La tigre amorosa, Casa Edit. Bietti Edit. Tip. 1932
- Pardaillan: Lo squadrone volante, Bietti 1933
- Pardaillan: Il cavaliere audace, Bietti Edit. Tip. 1933
- Il cardinale di Richelieu, Bietti Edit. Tip. 1933
- L'inferno dell'Hotel, Bietti 1933
- Pardaillan: La tigre in agguato, Bietti 1934
- L'eroina, Bietti 1934
- La notte di San Bartolomeo: (Pardaillan), Bietti 1934
- Il ponte maledetto: Romanzo, Bietti 1934
- La vergine divina, Bietti 1934
- La gondola della morte, Bietti 1934

## Trasposizioni

### Cinema
- Déchéance, scritto e diretto da Michel Zévaco (1918)
- Il ponte dei Sospiri, regia di Domenico Gaido (1921)
- Buridan, le héros de la tour de Nesle, regia di Pierre Marodon (1923)
- Triboulet, regia di Febo Mari (1923)
- Nostradamus, regia di Juan Bustillo Oro e Antonio Helú (1937)
- Il ponte dei Sospiri, regia di Mario Bonnard (1940)
- Spade al vento (Le Capitan), regia di Robert Vernay (1946)
- La torre dei miracoli (Buridan, héros de la tour de Nesle), regia di Émile Couzinet (1951)
- Sul ponte dei Sospiri, regia di Antonio Leonviola (1953)
- Il capitano del re (Le Capitan), regia di André Hunebelle (1960)
- Il guascone (Le chevalier de Pardaillan), regia di Bernard Borderie (1962)
- Le armi della vendetta (Hardi! Pardaillan), regia di Bernard Borderie (1964)
- Il ponte dei Sospiri, regia di Carlo Campogalliani e Piero Pierotti (1964)

### Televisione
- O cavaleiro de Pardaillan - serie TV (Brasile, 1956)
- A ponte dos Suspiros - serie TV (Brasile, 1969)
- Le Chevalier de Pardaillan, regia di Bernard Borderie - film (Francia/Italia, 1962)
- Hardi ! Pardaillan, regia di Bernard Borderie - film (Francia/Italia, 1964)
- Los Pardaillan - serie TV (Messico, 1981)
- Le Chevalier de Pardaillan, regia di Josée Dayan - serie TV (Francia, 1988)
- Pardaillan, regia di Édouard Niermans - film TV (Francia, 1997)